# 圣加大肋纳的神婚 (委罗内塞，约 1547–1550 年)

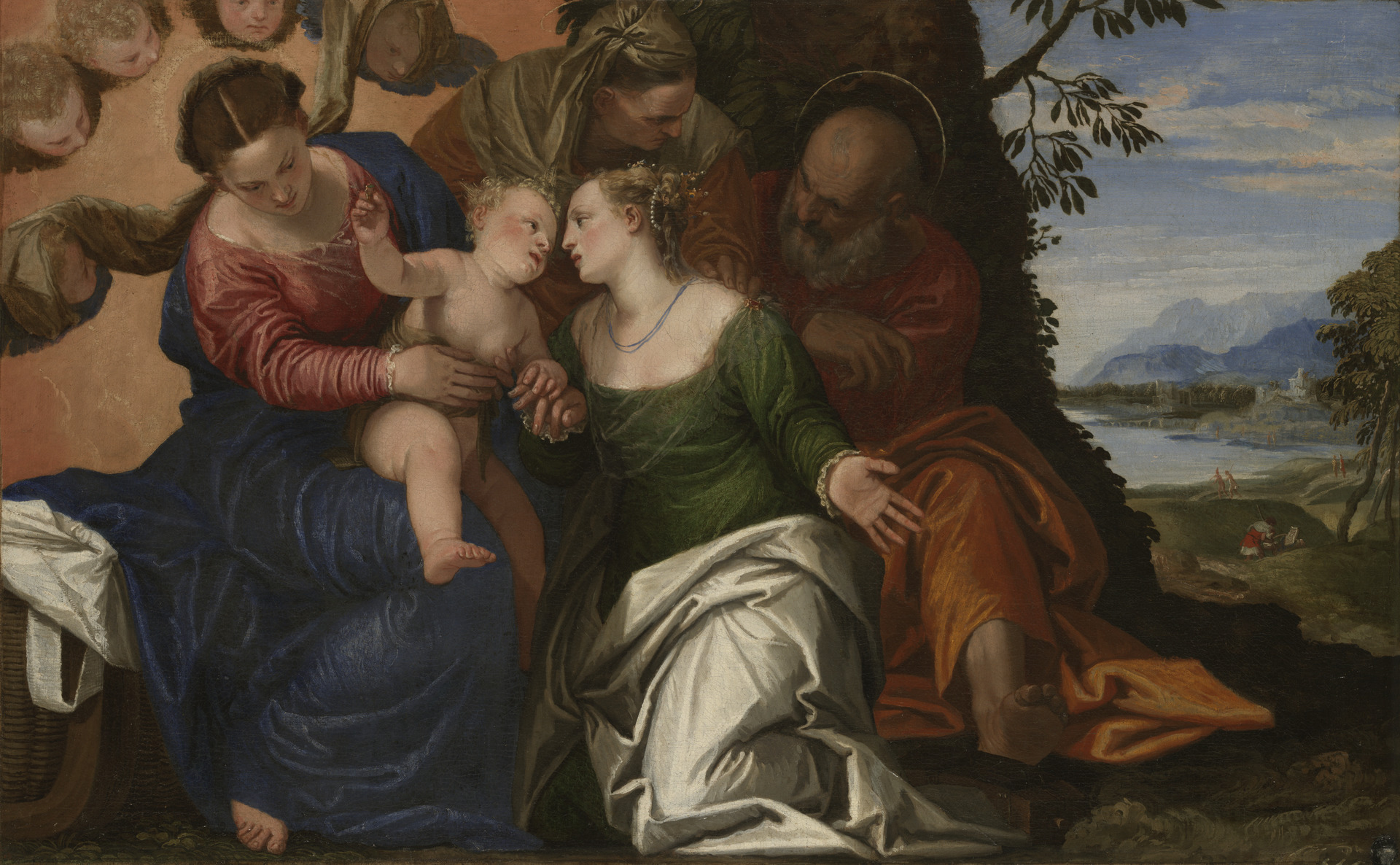

《圣加大肋纳的神婚》是保罗·委罗内塞的一幅画作，绘制于约 1547–1550 年。1767 年藏于列支敦士登博物馆 ，1926 年被凯瑟琳·巴克·斯波尔丁·希科克斯收购，1970 年将其遗赠给了现在的所有者。目前由基金会长期租借给耶鲁大学美术馆。   